# Interstate 495 (Massachusetts)
Pour les articles homonymes, voir Interstate 495.
L'Interstate 495 (I-495) est une autoroute auxiliaire de l'I-95 dans le Massachusetts. S'étendant sur 121,56 miles (195,63 km), il s'agit de la deuxième autoroute auxiliaire la plus longue du système des Interstates, étant environ 11 miles (18 km) plus courte que l'I-476 en Pennsylvanie.
L'I-495 sert de route de ceinture extérieure (la route intérieure étant la Route 128) qui forme un demi-cercle autour de Boston. La route est située en moyenne à 30 miles (48 km) du centre-ville de Boston. Elle croise sept routes majeures qui vont dans le centre de la ville: I-93, US 3, Route 2, I-290, I-90 (Massachusetts Turnpike), Route 24 et I-95. Le terminus nord de l'I-495 se trouve à Salisbury, à la jonction avec l'I-95 alors que son terminus sud se situe à Wareham, à la rencontre avec l'I-195 et la Route 25.

## Description du tracé

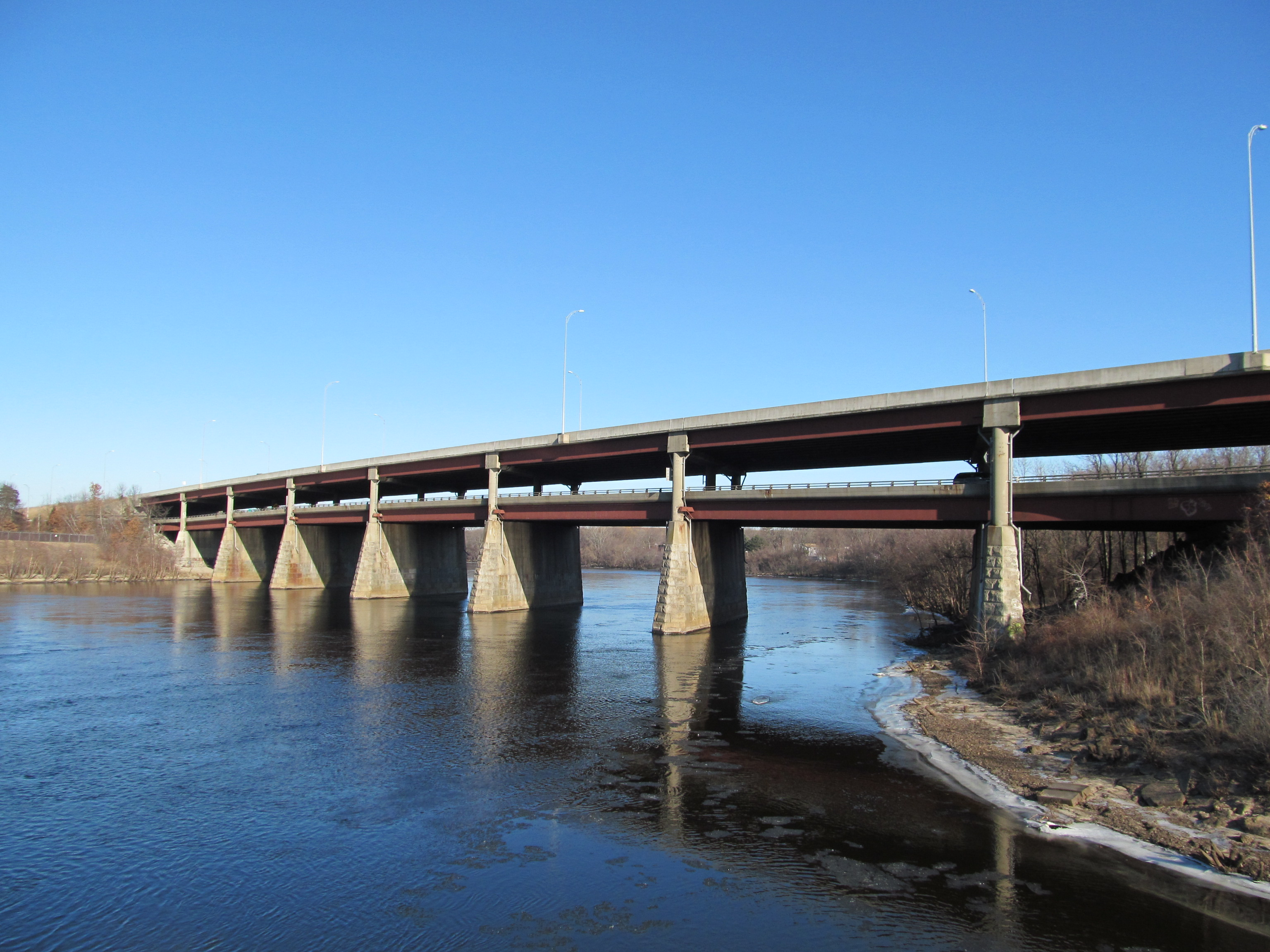
Pont de l'I-495 au-dessus du fleuve Merrimack à Lawrence.

L'I-495 débute comme continuité de la Route 25 à la jonction avec l'I-195 à West Wareham. La route se dirige vers le nord-ouest en passant par les villes de Rochester et de Middleborough, où elle rencontre la US 44. Elle entre ensuite dans le comté de Bristol et traverse la rivière Taunton à Raynham.
L'autoroute continue vers le nord-ouest en passant par Taunton et Norton avant d'entrer à Mansfield. L'I-495 rencontre l'I-95 aux limites des villes de Mansfield et de Foxborough. Elle se poursuit par Plainville où elle rencontre la US 1. L'autoroute passe à environ deux miles (3,2 km) de la frontière avec le Rhode Island avant d'adopter une orientation davantage vers le nord en direction de Franklin et de Bellingham.
L'I-495 passe ensuite par Milford, Medway, Hopkinton, où elle rencontre l'I-90, et Westborough. Elle continue ensuite par Southborough, Marlborough, où elle croise la US 20 et l'I-290, Hudson, Berlin, Bolton et Harvard. À Bolton, l'I-495 bifurque vers le nord-est.
Continuant davantage vers l'est, la route passe par Boxborough, Littleton, Westford et Chelmsford. Aux limites entre Chelmsford et Lowell, l'autoroute rencontre la US 3 et le Lowell Connector. La route continue en passant par Lowell et Tewksbury avant d'entrer dans le comté d'Essex à Andover.
À Andover, la route rencontre l'I-93. Elle entre ensuite dans la ville de Lawrence, où la route bifurque vers le nord et traverse la rivière Shawsheen ainsi que le fleuve Merrimack. Elle se dirige vers Methuen, où elle reprend une orientation vers le nord-est. L'autoroute se dirige vers le nord du centre-ville de Haverhill et, à un certain moment, elle se situe à environ 150 mètres de la frontière avec le New Hampshire. L'I-495 passe ensuite dans les villes de Merrimac et d'Amesbury avant d'entrer à Salisbury où elle rencontre l'I-95 et se termine environ 1,5 mile (2,4 km) au sud de la frontière avec le New Hampshire.

## Liste des sorties
| Interstate 495             |                                 |        |        |        |                                                                           |                                                                |
| Comté                      | Municipalité                    | mi     | km     | Sortie | Intersections / Destinations                                              | Notes                                                          |
| Plymouth                   | Wareham                         | 0,00   | 0,00   | —      | Route 25 (en) est – Cap Cod                                               | Continue à l'est                                               |
| Plymouth                   | Wareham                         | 0,00   | 0,00   | 1      | I-195 – Wareham, New Bedford, Providence                                  | Terminus est de l'I-195; sortie 40B de l'I-195                 |
| Plymouth                   | Wareham                         | 2,49   | 4,00   | 2      | Route 58 (en) nord – Carver, Plymouth                                     |                                                                |
| Plymouth                   | Middleborough                   | 7,60   | 12,23  | 8      | Route 28 (en) – Rock Village, South Middleborough                         |                                                                |
| Plymouth                   | Middleborough                   | 12,07  | 19,42  | 12     | Route 105 (en) – Middleborough, Lakeville                                 |                                                                |
| Plymouth                   | Middleborough                   | 14,30  | 23,02  | 14     | Route 18 (en) / US 44 est – Bridgewater, Plymouth, Lakeville, New Bedford | US 44 indiquée en direction nord seulement                     |
| Plymouth                   | Middleborough                   | 14,72  | 23,69  | 15     | US 44 – Middleborough, Plymouth, Taunton, Providence                      |                                                                |
| Plymouth                   | Bridgewater                     | 19,08  | 30,71  | 19     | Route 24 (en) – Boston, Fall River                                        | Indiqué sortie 19A (nord) et 19B (sud)                         |
| Bristol                    | Raynham                         | 21,68  | 34,89  | 22     | Route 138 (en) – Stoughton, Taunton                                       |                                                                |
| Bristol                    | Taunton                         | 24,51  | 39,44  | 25     | Bay Street – Taunton, Easton                                              |                                                                |
| Bristol                    | Norton                          | 26,91  | 43,30  | 27     | Route 123 (en) vers Route 140 (en) sud – Norton, Easton                   | Pas d'indication en direction sud pour Route 140               |
| Bristol                    | Mansfield                       | 29,88  | 48,08  | 30     | Route 140 (en) sud – Norton                                               | Pas de sortie en direction nord                                |
| Bristol                    | Mansfield                       | 29,91  | 48,14  | 31     | Route 140 (en) nord – Mansfield                                           |                                                                |
| Limite Bristol–Norfolk     | Limite Mansfield–Foxborough     | 32,90  | 52,94  | 33     | I-95 sud – Boston, Providence                                             | Indiqué sortie 33A (nord) et 33B (sud); sortie 12A-B de l'I-95 |
| Norfolk                    | Plainville                      | 35,58  | 57,26  | 36     | US 1 – Wrentham, North Attleboro                                          | Indiqué sortie 36A (nord) et 36B (sud)                         |
| Norfolk                    | Wrentham                        | 37,57  | 60,46  | 38     | Route 1A (en) – Wrentham, Plainville                                      |                                                                |
| Norfolk                    | Franklin                        | 40,95  | 65,91  | 41     | King Street – Franklin, Woonsocket, RI                                    |                                                                |
| Norfolk                    | Franklin                        | 43,18  | 69,50  | 43     | Route 140 (en) – Franklin, Bellingham                                     |                                                                |
| Norfolk                    | Bellingham                      | 45,82  | 73,74  | 46     | Route 126 (en) – Medway, Bellingham                                       |                                                                |
| Worcester                  | Milford                         | 48,32  | 77,76  | 48     | Route 109 (en) – Milford, Medway                                          |                                                                |
| Worcester                  | Milford                         | 50,25  | 80,86  | 50     | Route 85 (en) – Milford, Hopkinton                                        |                                                                |
| Middlesex                  | Hopkinton                       | 54,15  | 87,15  | 54     | W. Main Street – Hopkinton, Upton                                         | Indiqué sortie 54A (est) et 54B (ouest)                        |
| Limite Middlesex–Worcester | Limite Hopkinton–Westborough    | 57,93  | 93,23  | 58     | I-90 Toll / Mass Pike – Boston, Albany                                    | Sortie 106 de l'I-90                                           |
| Worcester                  | Westborough                     | 59,44  | 95,66  | 59     | Route 9 (en) – Framingham, Worcester                                      | Indiqué sortie 59A (est) et 59B (ouest)                        |
| Limite Worcester–Middlesex | Limite Southborough–Marlborough | 61,76  | 99,39  | 62     | Simarano Drive – Marlborough, Southborough                                |                                                                |
| Middlesex                  | Marlborough                     | 63,16  | 101,64 | 63     | US 20 – Marlborough, Northborough                                         |                                                                |
| Middlesex                  | Marlborough                     | 64,90  | 104,44 | 65A    | Route 85 (en) – Hudson, Marlborough                                       |                                                                |
| Middlesex                  | Marlborough                     | 64,95  | 104,53 | 65B    | I-290 ouest – Worcester                                                   | Sortie 32 de l'I-290                                           |
| Worcester                  | Berlin                          | 67,31  | 108,33 | 67     | Route 62 (en) – Berlin, Hudson                                            |                                                                |
| Worcester                  | Bolton                          | 70,01  | 112,66 | 70     | Route 117 (en) – Bolton, Stow                                             |                                                                |
| Middlesex                  | Boxborough                      | 74,65  | 120,14 | 75     | Route 111 (en) – Boxborough, Harvard                                      |                                                                |
| Middlesex                  | Littleton                       | 77,64  | 124,95 | 78     | Route 2 (en) – Boston, Leominster                                         | Indiqué sortie 78A (est) et 78B (ouest)                        |
| Middlesex                  | Littleton                       | 79,18  | 127,42 | 79     | Route 2A (en) / Route 110 (en) – Littleton, Ayer                          |                                                                |
| Middlesex                  | Littleton                       | 80,21  | 129,08 | 80     | Route 119 (en) – Littleton, Groton                                        |                                                                |
| Middlesex                  | Westford                        | 83,30  | 134,05 | 83     | Vers Route 110 (en) (Boston Road) – Westford                              |                                                                |
| Middlesex                  | Chelmsford                      | 87,33  | 140,54 | 87     | Route 4 (en) – Chelmsford, North Chelmsford                               | Sortie direction nord, entrée direction sud                    |
| Middlesex                  | Chelmsford                      | 88,18  | 141,90 | 88     | Route 110 (en) vers Route 4 (en) – Chelmsford, Lowell                     | Route 4 indiqué en direction sud seulement                     |
| Middlesex                  | Chelmsford                      | 89,15  | 143,46 | 89A    | US 3 sud – Burlington                                                     |                                                                |
| Middlesex                  | Chelmsford                      | 89,15  | 143,46 | 89B    | US 3 nord – Nashua, NH                                                    |                                                                |
| Middlesex                  | Lowell                          | 89,43  | 143,92 | 89C    | Lowell Connector                                                          |                                                                |
| Middlesex                  | Lowell                          | 91,19  | 146,76 | 91     | Woburn Street – South Lowell, North Billerica                             |                                                                |
| Middlesex                  | Tewksbury                       | 92,28  | 148,52 | 92     | Route 38 (en) – Lowell, Tewksbury                                         |                                                                |
| Limite Middlesex–Essex     | Limite Tewksbury–Andover        | 94,61  | 152,27 | 94     | Route 133 (en) – Tewksbury, Andover                                       |                                                                |
| Essex                      | Andover                         | 97,02  | 156,14 | 97     | I-93 – Boston, Salem, NH                                                  | Indiqué sortie 97A (sud) et 97B (nord); sortie 40A-B de l'I-93 |
| Essex                      | Andover                         | 99,41  | 159,99 | 99     | Route 28 (en) – Lawrence, Andover                                         | Indiqué sortie 99A (sud) et 99B (nord) en direction nord       |
| Essex                      | Lawrence                        | 100,15 | 161,17 | 100    | Route 114 (en) – North Andover, South Lawrence                            | Indiqué sortie 100A (est) et 100B (ouest)                      |
| Essex                      | North Andover                   | 100,95 | 162,47 | 101    | Massachusetts Avenue – North Andover                                      | Accès à la sortie 101 en direction sud via sortie 102          |
| Essex                      | Limite North Andover–Lawrence   | 101,37 | 163,14 | 102    | Merrimack Street                                                          | Accès aux sorties 103 en direction nord via sortie 102         |
| Essex                      | Lawrence                        | 101,37 | 163,14 | 103A   | Commonwealth Drive                                                        | Indication direction nord                                      |
| Essex                      | Lawrence                        | 101,37 | 163,14 | 103A   | Marston Street nord – Methuen                                             | Indication direction sud                                       |
| Essex                      | Lawrence                        | 101,37 | 163,14 | 103B   | Marston Street sud – Lawrence                                             |                                                                |
| Essex                      | Methuen                         | 103,12 | 165,96 | 104    | Route 110 (en) (Merrimack Street) – Pleasant Valley                       |                                                                |
| Essex                      | Methuen                         | 104,06 | 167,46 | 105    | Route 213 (Loop Connector) vers I‑93 nord – Methuen, Salem, NH            |                                                                |
| Essex                      | Haverhill                       | 105,79 | 170,25 | 106    | Vers Route 125 (en) – Haverhill, Plaistow, NH                             | Accès via Industrial Avenue                                    |
| Essex                      | Haverhill                       | 106,62 | 171,60 | 107    | Route 110 (en) / Route 113 (en)(River Street)                             |                                                                |
| Essex                      | Haverhill                       | 107,30 | 172,69 | 108    | Route 97 (en) – Haverhill, Salem, NH                                      |                                                                |
| Essex                      | Haverhill                       | 109,00 | 175,41 | 109    | Route 125 (en) – Haverhill, Plaistow, NH                                  | Indiqué sortie 109A (sud) et 109B (nord)                       |
| Essex                      | Haverhill                       | 111,18 | 178,93 | 111    | Route 110 (en) – Haverhill, Merrimac                                      |                                                                |
| Essex                      | Merrimac                        | 114,89 | 184,90 | 115    | Broad Street – Merrimac, Merrimacport                                     |                                                                |
| Essex                      | Amesbury                        | 117,85 | 189,69 | 118    | Route 150 (en) – Amesbury, Seabrook, NH                                   |                                                                |
| Essex                      | Amesbury                        | 118,88 | 191,32 | 119    | Route 110 (en) est vers I-95 sud – Salisbury, Boston                      | Sortie direction nord, entrée direction sud                    |
| Essex                      | Salisbury                       | 120,95 | 194,65 | —      | I-95 nord – Portsmouth, NH                                                | Sortie 89 de l'I-95                                            |
| - Péage - Accès incomplet  |                                 |        |        |        |                                                                           |                                                                |